# Левін Михайло Григорович
Миха́йло Григо́рович Ле́він (2 січня 1923, Київ — 3 серпня 1993, Лос-Анджелес) — український (радянський) шахіст, майстер спорту СРСР (1958).

## Біографія
Михайло Левін народився у Києві. Займався у шаховому гуртку Київського палацу піонерів, один з учнів шахіста Олександра Константинопольського.
Служив в Червоній армії, брав участь в німецько-радянській війні, технік-лейтенант, отримав два важкі поранення.
Михайло Левін багаторазовий учасник чемпіонатів України, найкраще досягнення — бронзова нагорода (спільно з Ісааком Липницьким) у 1953 році. У 1958 році у фінальному турнірі першості України, набравши 9½ очок (8 місце), Михайло Левін виконав норму майстра спорту СРСР.
Багаторазовий учасник першостей Києва, найвище досягнення — 2 місце у 1954 році. Виступав за ДСТ «Авангард», срібний призер чемпіонату ДСТ «Авангард» 1960 року.
До введення рейтингу Ело, його найкращий історичний рейтинг був у грудні 1958 року — 2544 очок (120 місце у світі).

## Турнірні результати

### Результати виступів у чемпіонатах України
Михайло Левін зіграв у 7 фінальних турнірах чемпіонатів України, набравши при цьому 50½ очка зі 113 можливих (+21-33=59).
| Рік  | Місто | Турнір                            | + | − | =  | Результат | Місце   |
| ---- | ----- | --------------------------------- | - | - | -- | --------- | ------- |
| 1953 | Київ  | 22-й чемпіонат України            | 5 | 1 | 7  | 8½ з 13   | — 4     |
| 1954 | Київ  | 23-й чемпіонат України            | 4 | 7 | 7  | 7½ з 18   | 15      |
| 1958 | Київ  | 27-й чемпіонат України            | 5 | 2 | 9  | 9½ з 16   | 8       |
| 1959 | Київ  | 28-й чемпіонат України            | 2 | 6 | 13 | 8½ з 21   | 16 — 17 |
| 1960 | Київ  | Півфінал 29-го чемпіонату України | 3 | 5 | 8  | 7 з 16    | 12      |
| 1961 | Київ  | 30-й чемпіонат України            | 3 | 5 | 7  | 6½ з 15   | 11 — 13 |
| 1962 | Київ  | 31-й чемпіонат України            | 1 | 8 | 8  | 5 з 17    | 15 — 17 |
| 1967 | Київ  | 36-й чемпіонат України            | 1 | 4 | 8  | 5 з 13    | 50 — 55 |

### Інші турніри
| Рік  | Місто  | Турнір                                        | + | − | =  | Результат | Місце   |
| ---- | ------ | --------------------------------------------- | - | - | -- | --------- | ------- |
| 1947 | Київ   | Чемпіонат Києва                               | 3 | 6 | 2  | 4 з 11    | 9       |
| 1948 | Харків | Всесоюзний турнір кандидатів у майстри спорту | 3 | 5 | 7  | 6½ з 15   | 12 — 13 |
| 1950 | Київ   | Чемпіонат Києва                               |   |   |    | 6½ з 11   | — 5     |
| 1952 | Київ   | Чемпіонат Києва                               |   |   |    | 4 з 12    | 11 — 12 |
| 1954 | Київ   | Чемпіонат Києва                               |   |   |    | 11 з 13   | Silver  |
| 1955 | Київ   | Чемпіонат Києва                               |   |   |    | 6 з 14    | 10      |
| 1958 | Київ   | Чемпіонат Києва                               | 6 | 4 | 3  | 7½ з 13   | 4 — 5   |
| 1959 | Київ   | Першість ДСТ «Авангард»                       | 3 | 2 | 10 | 8 з 15    | 6 — 7   |
| 1960 | Київ   | Першість ДСТ «Авангард»                       | 6 | 1 | 7  | 9½ з 14   | 2       |
| 1961 | Київ   | Чемпіонат Києва                               | 2 | 0 | 10 | 7 з 12    | 5 — 6   |
| 1962 | Київ   | Чемпіонат Києва                               |   |   |    | 5 з 11    | 8       |
|      | Київ   | Першість ДСТ «Авангард»                       | 5 | 6 | 4  | 7 з 15    | 10      |
| 1963 | Київ   | Чемпіонат Києва                               | 3 | 4 | 7  | 6½ з 14   | 10      |
| 1969 | Київ   | Чемпіонат Києва                               |   |   |    | 9 з 15    | 4 — 6   |
| 1971 | Київ   | Чемпіонат Києва                               | 1 | 6 | 2  | 2 з 9     | 14      |